# Louletano DC
Louletano DC, właśc. Louletano Desportos Clube – portugalski klub piłkarski z siedzibą w Loulé.

## Historia
Klub został założony w 1923. W swojej historii rozegrał 10 sezonów na poziomie drugiej ligi (w latach 1942–1945 oraz 1987–1994).

## Reprezentanci kraju grający w klubie
stan na listopad 2023
|  | - Érico Castro - Devigor - Lázaro - Omar Al-Suhaymi - Abdullah Otaif - Gilson de Souza - Marko Rajamäki - Banjai - Bafodé Carvalho - Emiliano Té - Bjørn Maars Johnsen |  | - António Amaral - Carlos Brito - Elvis Mendes - Pedro Moreira - Joazimar Stehb - João Vicente - Alex Kakuba - Lázár Szentes - Loukima Tamoukini |